# Присяга дожа
Присяга дожа (італ. Promissione ducale; лат. Promissio domini ducis; дослівно — обіцянка дожа) — присяга новопризначеного дожа Венеції, яку він оголошував при вступі на посаду. Текст містив не лише клятву вірності Венеційській республіці, а й зазначав конституційні обмеження влади дожа, яких він присягався дотримуватися.

## Історія
Присяга дожа походить від присяги цивільних магістратів в італійських містах-державах (комунах), що обіцяли підтримувати встановлений правовий порядок і дотримуватись юрисдикції магістратів. Таким чином, у Венеції виборні дожі також мали звичай давати такі присяги, або promissioni, які охоплювали питання як політичного, так і кримінального права. Найпершим відомим прикладом є набір настанов з кримінального права  promissione del maleficio дожа Оріо Мастроп'єро (правив у 1178—1192) у 1181 році. Текст прсяги був суттєво доповнений у 1195 році наступним дожем Енріко Дандоло (правив у 1192—1205 роках).
В своїй політичній частині присяга містила низку обіцянок керувати та судити справедливо та неупереджено, зберігати державні таємниці, виконувати рішення Великої ради Венеції тощо. У той же час, вже найперший збережений приклад присяги дожа Дандоло в 1193 році містив низку обмежень влади дожа, наприклад заборону на ведення прямого листування з іноземними правителями або втручання у вибори патріарха Венеції. Згодом ці обмеження посилювалися і в 1229 році, після смерті дожа П'єтро Зіані, для їх перегляду була створена комісія з п'яти «коректорів присяги дожа» (Correttori alle promissione ducale). Протягом століть promissione ставала все більш обширною, і з 1595 року її почали друкувати. Promissione дожа Марино Грімані (п. 1595—1605) складались з 108 сторінок, дожа Джованні II Корнаро (п. 1709—1722) з 165 сторінок, а присяга останнього дожа Людовіко Маніна (п. 1789—1797) складалась з 301 сторінки.
Обмежувались не тільки повноваження дожа, з часом обмеження також були поширені на його родичів, насамперед для того, щоб уникнути будь-якої небезпеки того, що посада стане спадковою. У 1473 році синам і онукам дожа було заборонено обиратися до будь-якої ради Республіки, окрім Великої Ради, а через три роки їм було заборонено обиратися також до колегій savii («мудреців»). Ці обмеження були лише частково зняті за кілька десятиліть до кінця республіки: у 1763 році братові дожа та двом його синам було дозволено засідати у венеційському сенаті, але без права голосу протягом життя дожа. Присяга також містила положення щодо дружини дожа, догаресси, включаючи її одяг і церемоніальні обов'язки.